# デッド・ゾーン (テレビドラマ)
『デッド・ゾーン』（原題：The Dead Zone）は、アメリカ合衆国のSFテレビドラマシリーズ。スティーヴン・キングの同名小説『デッド・ゾーン』が原作であるが、ストーリーは従来の作品とは異なっている。シーズン2の話数の中に原作をベースとした回がある。
2002年からUSAネットワークで放送が開始。ライオンズ・ゲート・テレビジョンとCBSパラマウントテレビジョンが制作した。2007年、視聴率低下や番組改編のためドラマ「4400 未知からの生還者」と共に打ち切られ、シーズン6にて放送終了。そのため、多くの謎が未完のままとなり、ハルマゲドンやスティルソンとの対決も完結しなかった。
日本ではAXNで初放送されたが、2010年7月に終了している。地上波ではテレビ神奈川や群馬テレビ、朝日放送で放送されていた。2009年9月、最終シーズンである第6シーズンのコンプリートBOXが発売された。
主演はアンソニー・マイケル・ホール。撮影はバンクーバー、ブリティッシュコロンビア州、カナダで行なわれている。
製作総指揮のマイケル・ピラーは2005年11月に癌で死去し、その後は息子のショーン・ピラーが製作の中心になった。

## あらすじ
小さな町の教師ジョニー・スミスは自動車事故に巻き込まれ、6年間も昏睡状態になった。昏睡から目覚めた後、ジョニーは人物や物に触れることによってその人や物の過去と未来の映像が見えてしまうようになる。ジョニーの担当医たちは、事故によって損傷した脳の機能を補おうとして働きだしたそれまで使われていなかった脳の領域「デッド・ゾーン」に起因する映像であると推測した。ジョニーの事故の後、婚約者のサラが彼の息子を出産していたが、すでに他の男性と結婚してしまっていたことをジョニーは知る。
サラとサラの夫ウォルト、理学療法士ブルースの助けを得て、ジョニーは超能力を駆使して犯罪を解決し始める。しかし、未来の上院議員候補グレッグ・スティルソンの選挙に続いて引き起こされる終末的な出来事の断片的なビジョンを得たことによって、彼の善意の行動の試みは理解しがたいものになる。
シーズン1
ジョニーがサイキックの力をいかに利用すればいいのかと言う苦悩を描いている。更にサラとサラの夫ウォルト、そして介護師兼友人のブルースとの友好関係を築き上げていく。ある日、議員候補のスティルソンに触れると、突如、世界崩壊=ハルマゲドンのビジョンをジョニーは見ることとなる。
シーズン2
ウォルトやサラ、ブルースと共に事件を解決していくのが主となるが、それに兼ねて死んだジョニーの母との怪しい関係を持っていたジーン牧師や、ジョニーに気を寄せるデーナとの恋愛事情がテンポ良く発展していく。ある日、ジョニーの前に謎の男が現れるが、その男は何と未来人であり、彼の話ではジョニーは未来の崩壊した世界では危険人物として新聞の見出しになっていることが判明した。

## キャスト
- アンソニー・マイケル・ホール - ジョニー・スミス(Jonney Smith)（日本語吹き替え：宮本充）
- ニコール・デ・ボア - サラ・ブラックネル・バナーマン(Sarah Bracknell Bannerman)（日本語吹き替え：石塚理恵）
- クリス・ブルーノ - ウォルト・バナーマン保安官(Sheriff Walt Bannerman)（日本語吹き替え：根本泰彦）
- ジョン・L・アダムス - ブルース・ルイス(Bruce Lewis)（日本語吹き替え：竹若拓磨）
- デヴィッド・オグデン・スティアーズ - ジーン・パーディー(Rev. Gene Purdy)（日本語吹き替え：佐々木敏）
- クリステン・ダルトン - デーナ・ブライト(Dana Bright)（日本語吹き替え：園崎未恵）
- ショーン・パトリック・フラナリー - グレッグ・スティルソン(Greg Stillson)（日本語吹き替え：郷田ほづみ）
- ビル・マンディ(Bill Mondy) - デプティ・ロスコー(Deputy Roscoe)
- スペンサー・アクチミチュク(Spencer Achtymichuk) - ジョニー・"JJ"・バナーマン(Johnny 'JJ' Bannerman)
- マーティン・ドノヴァン(Martin Donovan) - マルコム・ジャヌス(Malcolm Janus)（日本語吹き替え：中村秀利）
- フランク・ホエーリー(Frank Whaley) - クリストファー・ウェイ(Christopher Wey)
- サラ・ウィンター(Sarah Wynter) - レベッカ・コールドウェル(Rebecca Caldwell)（日本語吹き替え：高橋理恵子）
- ジェニファー・フィニガン(Jennifer Finnigan) - アレックス・シンクレア(Alex Sinclair)
- カーラ・ブオノ(Cara Buono) - アンナ・ターナー(Anna Turner)（日本語吹き替え：佐古真弓）

## エピソードタイトル
シーズン1
2002年放送。全13話。ただし、放送されていないパイロットフィルム（シーズン1、エピソード0）が存在している。
- - 第1話 「運命の紡ぎ車」 Wheel of Fortune
  - 第2話 「この目に映るもの」 What It Seems
  - 第3話 「小さな声」 Quality of Life
  - 第4話 「消えた女」 Enigma
  - 第5話 「12番目の陪審員」 Unreasonable Doubt
  - 第6話 「過去を宿す家」 The House
  - 第7話 「不思議の国のジョニー」 Enemy Mind
  - 第8話 「地獄の炎」 Netherworld
  - 第9話 「ジグソー・パズル」 The Siege
  - 第10話 「モンスターがいっぱい」 Here There Be Monsters
  - 第11話 「デーナとの晩餐」 Dinner with Dana
  - 第12話 「シャーマン」 Shaman
  - 第13話 「宿命」 Destiny

シーズン2
2003年放送。全19話。日本ではAXNにて2006年4月から放送されていた。
- - 第14話 「死の影の谷」 Valley of the Shadow
  - 第15話 「地の底へ」 Descent
  - 第16話 「再び地上へ」 Ascent
  - 第17話 「アウトサイダー」 The Outsider
  - 第18話 「6人のドナー」 Precipitae
  - 第19話 「過去の傷跡」 Scars
  - 第20話 「謎を解く女たち」 Misbegotten
  - 第21話 「恐怖のフライト」 Cabin Pressure
  - 第22話 「消える男」 The Man Who Never Was
  - 第23話 「死者は語る」 Dead Men Tell Tales
  - 第24話 「神の真似事」 Playing God
  - 第25話 「天国の教会」 Zion
  - 第26話 「嵐」 The Storm
  - 第27話 「ウィルス」 Plague
  - 第28話 「デジャ・ヴードゥー」 Deja Voodoo
  - 第29話 「ハント」 The Hunt
  - 第30話 「マウンテン」 The Mountain
  - 第31話 「コンビネーション」 The Combination
  - 第32話 「ヴィジョンズ」 Visions

シーズン3
全12話。日本ではAXNにて2007年1月から放送されていた。
- - 第33話 「レイチェルを捜せ 前編」 Finding Rachael (1)
  - 第34話 「レイチェルを捜せ 後編」 Finding Rachael (2)
  - 第35話 「激突」 Collision
  - 第36話 「赤裸々な真実」 Cold Hard Truth
  - 第37話 「アイトラップ」 (Total Awareness
  - 第38話 「捨てられない過去」 No Questions Asked
  - 第39話 「鏡」 Looking Glass
  - 第40話 「話すなら今」 Speak Now
  - 第41話 「暴力の連鎖」 Cycle of Violence
  - 第42話 「本能」 Instinct
  - 第43話 「心の影」 Shadows
  - 第44話 「転換点」 Tipping Point

シーズン4
全12話。日本ではAXNにて放送されていた。
- - 第45話 「壊れた輪」 Broken Circle
  - 第46話 「コレクター」 The Collector
  - 第47話 「ダブル・ヴィジョン」 Double Vision
  - 第48話 「静物画」 Still Life
  - 第49話 「ヒーローと悪魔」 Heroes & Demons
  - 第50話 「ラスト・グッバイ」 The Last Goodbye
  - 第51話 「砂粒」 Grains of Sand
  - 第52話 「先駆者」 Vanguard
  - 第53話 「過去からの警告」 Babble On
  - 第54話 「カミング・ホーム」 Coming Home
  - 第55話 「命の恩人」 Saved
  - 第56話 「デッド・ゾーン的クリスマス」 A Very Dead Zone Christmas[2]

シーズン5
全11話。日本ではAXNにて放送されていた。
- - 第57話 「禁断の果実」 Forbidden Fruit
  - 第58話 「独立記念日」 Independence Day
  - 第59話 「パニック」 Panic
  - 第60話 「聖戦は近い」 Articles of Faith
  - 第61話 「内通者」 The Inside Man
  - 第62話 「ロト・フィーバー」 Lotto Fever
  - 第63話 「シンメトリー」 Symmetry
  - 第64話 「火の渦」 Vortex
  - 第65話 「暴かれた真実」 Revelations
  - 第66話 「心の闇」 Into the Heart of Darkness
  - 第67話 「ハンティング・パーティー」 The Hunting Party

シーズン6
全13話。 日本ではAXNにて放送されていた。
- - 第68話 「ヘリテージ」Heritage
  - 第69話 「エゴ」Ego
  - 第70話 「再突入」Re-Entry
  - 第71話 「大テント」Big Top
  - 第72話 「埋められて」Interred
  - 第73話 「すり替え」Switch
  - 第74話 「凍えて眠れ」Numb
  - 第75話 「隠された結末」Outcome
  - 第76話 「罪」Transgression
  - 第77話 「ドリフト」Drift
  - 第78話 「エグザイル」Exile
  - 第79話 「奇襲」Ambush
  - 第80話 「終局」Denouement

## 関連事項
- 『デッドゾーン』（別題：クローネンバーグのデッドゾーン） - 同原作を1983年にデヴィッド・クローネンバーグが監督した映画作品。
- ミッシング -サイキック捜査官-
- トゥルー・コーリング